# Sandra Uve
Sandra Uve, nom de ploma de Sandra Valencia (Barcelona, 1972), és una il·lustradora, historietista i escriptora, coneguda des de 2017 per la seva divulgació científica sobre el rol de les dones en la ciència, una activitat que ha estat reconeguda amb el premi Creu Casas atorgat per l'Institut d'Estudis Catalans el 2021.

## Obra

### Historietista i periodista
Llicenciada en Arts Plàstiques i Disseny en Il·lustració (LOE) per la Escola Llotja de Barcelona, s'interessa pel món del còmic. Fa les primeres passes com a il·lustradora i creadora d'historietes per fanzins autoeditats, com Ponnette i Annabel Lee, que va obtenir el premi al millor fanzine al Saló Internacional del Còmic de Barcelona de 1996.
De la seva etapa professional com a il·lustradora i periodista destaca la col·laboració en mitjans de comunicació com la secció Més jove de La Vanguardia, El Periódico de Catalunya, Time Out, Playboy, Primera Línea, Men's Health, i Rolling Stone. En aquest període manté algunes col·laboracions amb revistes alternatives com Nosotros somos los muertos (1996), una revista en resposta a la guerra de Bòsnia, o un número extraordinari de Bardin baila con la más fea (2000) amb una trentena de col·laboradors.
Com a escriptora, a la dècada dels anys 2000 va publicar tres novel·les gràfiques: 621 KM, recopilació dels seus treballs a càrrec de l'editor Doble Dosis; Los Juncos, una autobiografia de caràcter intimista de la seva joventut; i Hora Zulú (2013), un llibre d'historietes per al públic jove. Entre 2008 i 2012 va simultaniejar les publicacions amb una col·laboració setmanal al programa de ràdio Extraradi de COMRadio, fent ressenyes de cultura i subcultura, especialment centrat en novel·la gràfica.
En 2009 publica el seu primer llibre il·lustrat Pónme la mano aquí, una novel·la on aborda la sexualitat femenina a partir de les converses entre la protagonista i les seves amigues. L'obra és una mirada oberta i desacomplexada del tema i suposa un reconeixement de la dona com a subjecte principal, un element que Sandra Uve potenciarà anys és tard.
Ha col·laborat en l'app educativa The Irregular Project.

### Divulgació
Després de la participació en Extraradi i de la seva darrera publicació, a partir del 2013 va reorientar la seva activitat cap a la divulgació, amb tallers per a infants i exposicions, deixant de banda la publicació.
La seva obra pictòrica va ser exposada en diferents biblioteques i museus com Francesca Bonnemaison i el Centre d'Arts Santa Mònica de Barcelona sota el títol de Quadròptica (2014). El setembre de 2016, Sandra Uve va formar part del projecte Presentes: autoras de tebeo de ayer y hoy, una exposició organitzada pel Col·lectiu d'Autores de Còmic a petició de l'Agència Espanyola de Cooperació Internacional per al Desenvolupament (AECID). Una exposició itinerant amb dimensió internacional que va visitar per Roma (2016), Bangkok, Perú, Hondures, el Salvador i Berlín (2017).
L'octubre del 2017, és convidada a formar part de l'exposició col·lectiva Ink of Dracula - A Comic Tribute, comissariada per Borja Crespo, dins la programació del Festival Internacional de cinema fantàstic de Catalunya, celebrat a Sitges.

#### Super Women, Super Inventors
El 2015 recupera la figura de la dona com a element central i després d'un treball de recerca crea una col·lecció sobre dones inventores de la història. Dels més de 3.000 casos que ha inventariat, ha arribat a documentar prop de 300 dones inventores amb patents certificades. Publicades originalment al seu compte d'Instagram, són la llavor de la seva activitat de divulgació científica que va començar a partir de 2017. Amb vint-i-cinc aquarel·les obra de Sandra Uve va organitzar la primera exposició a la Biblioteca Francesca Bonnemaison sota el nom de Super Women, Super Inventors. Durant el recorregut de l'exposició, l'espectador podia descobrir i conèixer les 25 dones que amb els seus invents van canviar la història. Entre 2017 i 2022, amb la producció del Servei de Biblioteques de la Diputació de Barcelona, l'exposició es va convertir en itinerant i va passar per més d'un centenar de biblioteques i centres formatius de la província de Barcelona. Durant la Setmana de la Ciència a Catalunya de 2018 es va fer una exposició de dibuixos al CosmoCaixa de Barcelona.
El projecte de divulgació científica s'ha difós mitjançant altres patrocinadors i noms com, Explora:Descobrint Inventores, que CosmoCaixa va portar el 2019 a Saragossa, Palma, Girona, Tarragona i Lleida; Descubriendo Científicas, a la Mancomunitat de Pamplona. També ha desenvolupat exposicions amb contingut temàtic com Dones de la Mar, sobre biòlogues marines i activistes mediambientals per encàrrec del Servei de Biblioteques el 2022, o Dones Singulars, sobre enginyeres de sistemes domèstics e industrials, encarregada per l'IEC el 2021.
Del seu contacte amb la Xarxa de Biblioteques Municipals de la Diputació de Barcelona, va realitzar tallers de Ciència, de Dones Artistes, Sostenibilitat i Medi Ambient i Còmic Autobiogràfic a més de 100 biblioteques de la província de Barcelona dins el marc del projecte Bibliolab.
Dins del projecte de dones inventores el febrer del 2018, es va publicar el llibre Supermujeres, Superinventoras. Ideas brillantes que transformaron nuestra vida, de l'Editorial Planeta. El llibre es destina a les escoles i centres educatius del país. Des de llavors han continuat els tallers formatius a nenes i nens i projectes escolars.
L'any 2021 l'Institut d'Estudis Catalans li va atorgar el premi Creu Casas "per la seva tasca visibilitzadora de dones de ciència i tecnologia de totes les èpoques i per haver esdevingut una generadora de models i referents per a nois i noies".